# Amelia Patti
Amelia Patti (Pesaro, Itàlia, 1 de gener de 1831 - París, 8 de desembre de 1915) fou una cantant d'òpera italiana en la tessitura de soprano.

## Biografia
Amelia Patti fou la primera filla dels cantants italians Salvatore Patti, tenor, i Caterina Barili, de soltera Caterina Chiesa, soprano. Els seus germà i germanes van ser el violinista i director d'orquestra Carlo (1842-1873), la soprano Carlotta (1835-1889) i la famosa cantant Adelina Patti (1843-1919), també soprano. Per part de mare, com a fills del seu primer matrimoni amb Francesco Barili, fou germanastra d'Ettore Barili (1828-1874), baríton, Nicolo (1826-1896) i Antonio Barili (1823-1876), baixos, i Clotilde Barili (1827-1858), també soprano.
Amelia, formada per la seva mare, debutà l'any 1848 interpretant el paper d'Abigaille a l'estrena estatunidenca de Nabucco, òpera de Giuseppe Verdi, a la Astor Opera House de Nova York.
L'any següent, participà amb el seu pare en representacions de Roberto Devereux de Gaetano Donizetti.
L'any 1855, va cantar el paper de Maddalena a l'estrena estatunidenca de Rigoletto de Verdi, a l'Acadèmia de Música, on el seu germanastre Ettore Barili, interpretà el paper principal.
L'any 1852, es va casar amb el compositor i el empresari Maurice Strakosch (Moritz com a nom de naixement, 1825-1887), que havia estat l'empresari de la seva germana Adelina. Van ser pares de Giulia (Juliette) Strakosch (1858-1925), també soprano, i de Robert Strakosch (1856-*) empresari de teatres d'òpera.
Durant els seus últims anys de la seva vida va viure a París, exercint de professora de cant.
Amelia Patti va cantar papers de soprano dramàtica i de mezzosoprano als teatres d'òpera més importants d'Amèrica i d'Europa.